# Лёддериц
Лёддериц (нем. Lödderitz) — деревня в Германии, в земле Саксония-Анхальт.
Входит в состав города Барби района Зальцланд. Население составляет 241 человек (на 31 декабря 2006 года). Занимает площадь 19,75 км².
Первоначально Лёддериц был славянским поселением. Впервые упоминается в 1330 году.
До 31 декабря 2009 года Лёддериц имел статус общины (коммуны). 1 января 2010 года вошёл в состав города Барби.